# La jetée
La jetée (1962) este un film francez științifico-fantastic de scurt metraj regizat de Chris Marker. Realizat aproape în întregime din fotografii, filmul spunea povestea unui experiment privind călătoria în timp care are loc într-un Paris devastat de cel de-al Treilea Război Mondial.  Filmul are 28 de minute și este alb-negru.  A câștigat Prix Jean Vigo la categoria film de scurt metraj. A inspirat filmul științifico-fantastic Armata celor 12 maimuțe din 1995 cu Bruce Willis și Brad Pitt.

## Distribuție
- Hélène Châtelain : femeie
- Davos Hanich : bărbat
- Jacques Ledoux : cercetător
- Jean Négroni : narator
- André Heinrich
- Ligia Branice : femeie din viitor